# Yijing, Anhui
Yijing (kinesiska: 义井) är en socken i östra Kina. Den ligger i Changfeng härad i staden Hefei i provinsen Anhui, omkring 51 kilometer norr om provinshuvudstaden Hefei. Antalet invånare är 30995. Befolkningen består av 15 064 kvinnor och 15 931 män. Barn under 15 år utgör 18,0 %, vuxna 15-64 år 69 %, och äldre över 65 år 11,0 %.